# Граф Арран (Ирландия)

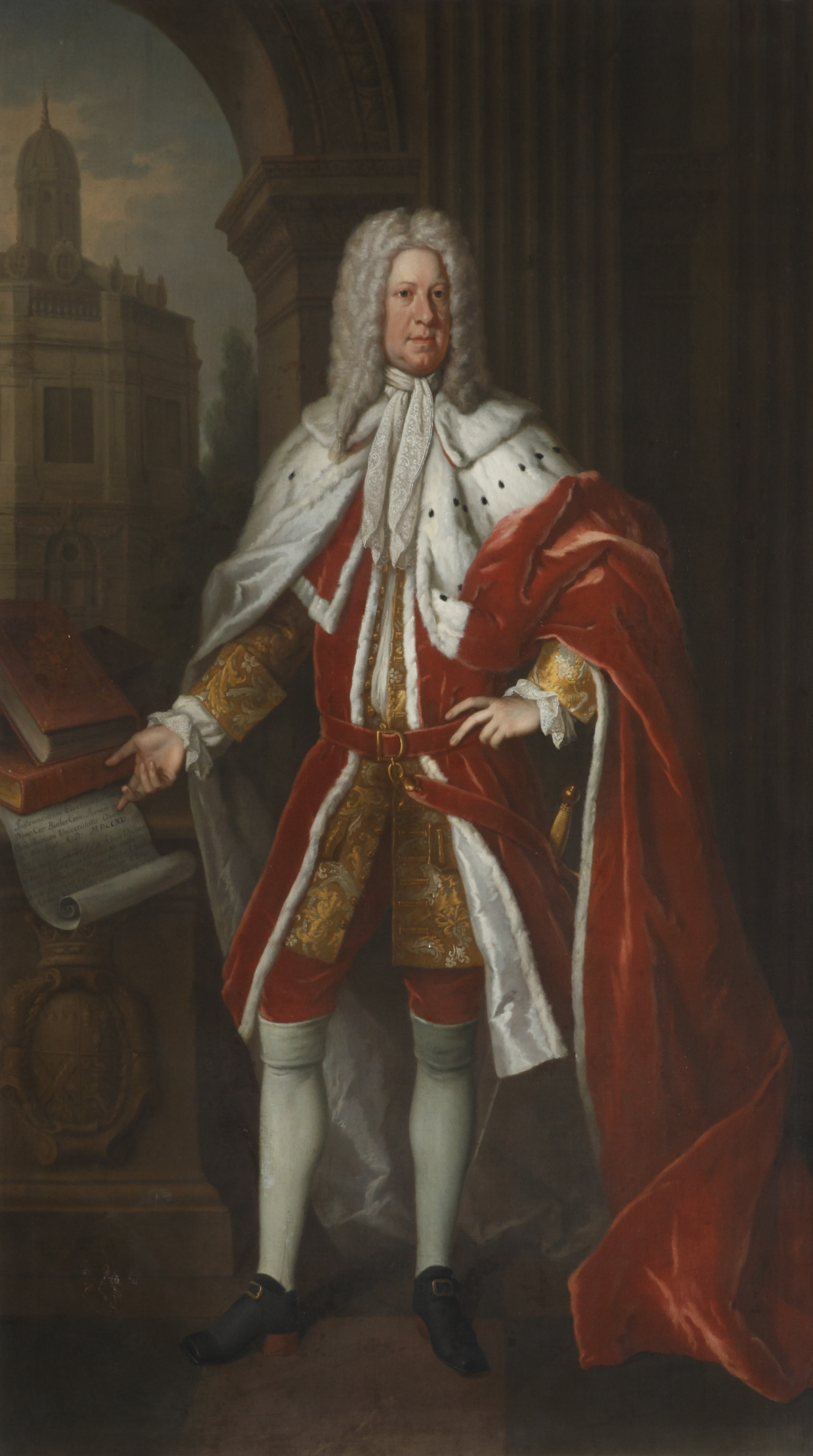
Чарльз Батлер, 1-й граф Арран

Граф Арран (англ. Earl of Arran) — дворянский титул в Пэрстве Ирландии.

## История
13 мая 1662 года для лорда Ричарда Батлера (1639—1686), младшего сына Джеймса Батлера, 1-го герцога Ормонда, были созданы титулы барона Батлера и графа Аррана (Пэрство Ирландии). В 1686 году после смерти Ричарда Батлера, не оставившего наследников, эти все титулы прервались.
8 марта 1693 года для Чарльза Батлера (1671—1758), сына Томаса Батлера, 6-го графа Оссори, и племянника Ричарда Батлера, были созданы титулы барона Батлера и графа Аррана (Пэрство Ирландии). В 1758 году после смерти бездетного Чарльза Батлера титулы также угасли.
12 апреля 1762 года в третий раз в системе Пэрства Ирландии был создан графский титул для сэра Артура Гора, 3-го баронета (1703—1773), который получил титул графа Аррана из островов Аран в графстве Голуэй. Ранее он представлял Донегол в Ирландской палате общин (1727—1758). В 1758 году для него уже были созданы титулы виконта Садли из Гор Касла в графстве Мейо и барона Сондерса из Дипса в графстве Уэксфорд (Пэрство Ирландии). Его преемником стал его сын, Артур Сондерс Гор, 2-й граф Арран (1734—1809). Он заседал в Ирландской палате общин от Донегола (1759—1761, 1768—1774) и графства Уэксфорд (1761—1768), а также был одним из первых шестнадцати кавалеров ордена Святого Патрика. У 2-о лорда Аррана было шестнадцать детей, а одна из его дочерей была Сесилия Андервуд, герцогиня Инвернесс (ок. 1785—1873).
Его преемником стал его старший сын, Артур Сондерс Гор, 3-й граф Арран (1761—1837). Он представлял в Ирландской палате общин Донегол Боро (1783), Балтимор (1783—1790) и графство Донегол (1800—1801), в Палате общин Великобритании графство Донегол (1801—1806). Он был бездетным, его преемником стал его племянник, Филип Йорк Гор, 4-й граф Арран (1801—1884). Он был сыном полковника достопочтенного Уильяма Джона Гора, второго сына 2-го графа Аррана. 4-й лорд Арран был дипломатом. Его сын, Артур Сондерс Гор, 5-й граф Арран (1839—1901), также находился на дипломатической службе. В 1884 году для него был создан титул барона Садли из замка Гор в графстве Мейо (Пэрство Соединённого королевства). Этот пэрский титул давал графам Аррана автоматическое место в Палате лордов. 5-й лорд Арран был лордом-лейтенантом графства Мейо (1889—1901).
Его сын, Артур Джоселин Чарльз Гор, 6-й граф Арран (1868—1958), был военным, а также служил в качестве лорда-лейтенанта графства Донегол (1917—1920). По состоянию на 2024 год носителем титула являлся его внук, Артур Демонд Колкахун Гор, 9-й граф Арран (род. 1938), который стал преемником своего отца в 1983 году (который в свою очередь был преемником своего старшего брата в 1958 году). Лорд Арран является консервативным политиком и одним из девяноста избранных наследственных пэров, которые остаются в Палате лордов после принятия Акта Палаты лордов 1999 года. 9-й лорд Арран занимал должности лорда-в-ожидании (1987—1989) и капитана йоменской гвардии (1994—1995).
Титул баронета из Ньютауна в графстве Мейо был создан в Баронетстве Ирландии в 1662 году для майора Артура Гора (ок. 1640—1697), который представлял графство Мейо в ирландской Палате общин (1661—1666). Он был вторым сыном сэра Пола Гора, 1-го баронета из Магхерабегга (1567—1629). Его преемником стал его внук, сэр Артур Гор, 2-й баронет (ок. 1685—1742). Он заседал в Ирландской палате общин от Баллинакилла (1703—1713), Донегола (1713—1715) и графства Мейо (1715—1742). После его смерти титул перешел к его старшему сыну, вышеупомянутому сэру Артуру Гору, 3-му баронету (1703—1773), который позже был возведен в звание пэра.
Также получили известность ряд других членов семьи Гор. Джон Гор, 1-й барон Аннали (1718—1784), и Генри Гор, 1-й барон Аннали (1728—1793), были сыновья Джорджа Гора (1675—1753), второго сына сэра Артура Гора, 1-го баронета. Третий сын последнего, Уильям Гор, был родоначальником баронов Харлек. Сэр Джон Гор, брат сэра Пола Гора, 1-го баронета из Магхерабегга, был лордом-мэром Лондона в 1624 году и являлся родоначальником графов Темпл Стоу. Кроме того, сэр Бут Гор, 1-й баронет из Artarman, был потомком сэра Фрэнсиса Гора, четвёртого сына сэра Пола Гора, 1-го баронета из Магхерабегга.

## Графы Арран

### 1-я креация (1662)
- 1662—1686: Ричард Батлер, 1-й граф Арран (15 июля 1639 — 25 января 1686), четвёртый сын Джеймса Батлера, 1-го герцога Ормонда (1610—1688).

### 2-я креация (1693)
- 1693—1758: Чарльз Батлер, 1-й граф Арран (4 сентября 1671 — 17 декабря 1758), младший сын Томаса Батлера, 6-го графа Оссори (1634—1680).

### 3-я креация (1762)
- 1762—1773: Артур Гор, 1-й граф Арран (1703 — 17 апреля 1773), сын сэра Артура Гора, 2-го баронета (ок. 1685—1742);
- 1773—1809: Артур Сондерс Гор, 2-й граф Арран (25 июля 1734 — 8 октября 1809), старший сын предыдущего;
- 1809—1837: Артур Сондерс Гор, 3-й граф Арран (20 июля 1761 — 20 января 1837), старший сын предыдущего;
- 1837—1884: Филипп Йорк Гор, 4-й граф Арран (23 ноября 1801 — 25 июня 1884), старший сын полковника достопочтенного Уильяма Джона Гора (1767—1836), второго сына 2-го графа Аррана;
- 1884—1901: Артур Сондерс Уильям Чарльз Фокс Гор, 5-й граф Арран (6 января 1839 — 14 марта 1901), старший сын предыдущего;
- 1901—1958: Артур Джоселин Чарльз Гор, 6-й граф Арран (14 сентября 1868 — 19 декабря 1958), единственный сын предыдущего;
- 1958—1958: Артур Пол Джон Джеймс Чарльз Гор, 7-й граф Арран[англ.] (31 июля 1903 — 28 декабря 1958), старший сын предыдущего;
- 1958—1983: Артур Стрендж Каттендайк Дэвид Арчибальд Гор, 8-й граф Арран (5 июля 1910 — 23 февраля 1983), младший брат предыдущего;
- 1983 — настоящее время: Артур Десмонд Колкахун Гор, 9-й граф Арран (род. 14 июля 1938), старший сын предыдущего;
  - Наследник титула: Уильям Генри Гор (род. 12 августа 1950), второй сын Пола Аннесли Гора (1921—2012), внук Чарльза Генри Гора (1881—1941), правнук сэра Фрэнсиса Чарльза Гора (1846—1940), второго сына достопочтенного Чарльза Александра Гора (1811—1897), младшего брата Филипа Йорка Гора, 4-го графа Аррана.